# Jessica Pilz
Jessica Pilz (født 1996) er en østrigsk sportsklatrer.
Pilz repræsenterede Østrig ved sommer-OL 2020 i Tokyo, hvor hun sluttede på en 7. plads. Hun deltog igen ved sommer-OL 2024 i Paris, hvor hun vandt bronze.